# علم جزيرة غوام
أعتمد علم غوام في 9 شباط - فبراير من سنة 1948.